# Chelekhov
Chelekhov (en russe : Шелехов) est une ville de l'oblast d'Irkoutsk, en Russie, et le centre administratif du raïon Chelekhovski. Sa population s'élevait à 48 317 habitants en 2021.

## Géographie
Chelekhov est située au bord de la rivière Irkout, un affluent de la rive gauche de l'Angara, à 17 km au sud-ouest d'Irkoutsk et à 4 197 km à l'est de Moscou.

## Histoire
La ville a été bâtie au début des années 1950 dans le cadre d'un projet d'usine d'aluminium. En 1956, elle accéda au statut de commune urbaine et fut nommée Chelekhov en hommage à l'explorateur Grigori Chelikhov. Les autorités utilisèrent une graphie incorrecte — mais populaire — de son nom. En 1962, Chelekhov reçut le statut de ville.

## Population
Recensements ou estimations de la population
| 1959*  | 1970*  | 1979*  | 1989*  | 2002*  |
| ------ | ------ | ------ | ------ | ------ |
| 13 044 | 29 889 | 40 561 | 47 702 | 47 520 |

| 2010*  | 2012   | 2013   | 2014   | 2015   |
| ------ | ------ | ------ | ------ | ------ |
| 47 643 | 47 911 | 47 974 | 46 775 | 47 120 |

| 2016   | 2017   | 2018   | 2019   | 2020   |
| ------ | ------ | ------ | ------ | ------ |
| 47 378 | 47 608 | 48 098 | 48 460 | 48 423 |

| 2021   | - | - | - | - |
| ------ | - | - | - | - |
| 48 317 | - | - | - | - |

## Économie
L'économie de Chelekhov repose sur l'usine d'aluminium d'Irkoutsk (en russe : Иркутский алюминиевый завод, Irkoutski Aliouminievy zavod), filiale du groupe RusAl.

## Transports
Chelekhov se trouve sur le chemin de fer Transsibérien — gare Gontcharovo —, au kilomètre 5204 depuis Moscou, et sur la route M55 Irkoutsk – Tchita.